# سليمان بن عامر الزراحي
سليمان بن عامر الزراحي (توفي عام 1138) آخر سلاطين الصليحيين بعد وفاته تشتت الدولة، واستقلت المناطق بما فيها صنعاء التي سيطرت عليها ثلاث أسر من همدان واستقلت عدن وعليها بنو زريع وهم من قبيلة يام من همدان كذلك وكان المكرم الصليحي من ولاهم إياها.